# Камберленд Тауншип (округ Грін, Пенсільванія)
Камберленд Тауншип (англ. Cumberland Township) — селище (англ. township) в США, в окрузі Грін штату Пенсільванія. Населення — 6383 особи (2020).

## Демографія
Згідно з переписом 2010 року, у селищі мешкали 6623 особи в 2750 домогосподарствах у складі 1852 родин. Було 3023 помешкання
Расовий склад населення:
| - 98,2 % — білих - 0,3 % — чорних або афроамериканців - 0,2 % — корінних американців - 0,2 % — азіатів |

До двох чи більше рас належало 1,0 %. Частка іспаномовних становила 0,7 % від усіх жителів.
За віковим діапазоном населення розподілялося таким чином: 22,2 % — особи молодші 18 років, 62,0 % — особи у віці 18—64 років, 15,8 % — особи у віці 65 років та старші. Медіана віку мешканця становила 41,7 року. На 100 осіб жіночої статі у селищі припадало 91,6 чоловіків;  на 100 жінок у віці від 18 років та старших — 89,7 чоловіків також старших 18 років.
Середній дохід на одне домашнє господарство  становив 57 013 долари США (медіана — 40 376), а середній дохід на одну сім'ю — 68 980 доларів (медіана — 52 936). Медіана доходів становила 54 350 доларів для чоловіків та 32 982 долари для жінок. За межею бідності перебувало 14,5 % осіб, у тому числі 27,8 % дітей у віці до 18 років та 9,5 % осіб у віці 65 років та старших.
Цивільне працевлаштоване населення становило 2709 осіб. Основні галузі зайнятості: освіта, охорона здоров'я та соціальна допомога — 28,2 %, сільське господарство, лісництво, риболовля — 13,6 %, публічна адміністрація — 9,7 %, роздрібна торгівля — 9,3 %.